# Вайнштейн, Марк Григорьевич
Марк Григорьевич Вайнштейн (20 августа 1894, Конотоп — 7 августа 1952, Москва) — российский и советский живописец и график, реставратор, музейный работник, педагог.

## Биография
Марк Вайнштейн родился в городе Конотоп Сумского уезда Харьковской губернии.
В 1912—1917 годах обучался в Киевском художественном училище, с 1917 года работал в студии художника Александра Мурашко. С 1919 года преподавал в школах востока Украины. В 1920-е годах участвовал в организации краеведческих музеев в Украине.
В 1917 году поступил на должность заведующего краеведческого музея города Конотопа. При нём в 1920 году для музея были выделены две комнаты прежнего Гоголевского училища, а в 1923 году музей решили перевести на финансирование губисполкома. В это время ему присвоили имя украинского историка Александра Лазаревского. Вайнштейн организовал несколько экспедиций по обследованию усадеб В. Е. Богдановской-Поповой, храма села Гирявка, в котором сохранялись вещи А. М. Лазаревского, и других. По мнению исследователей, именно 1920-е годы стали наиболее плодотворными для пополнения коллекций этого музея.
С 1925 года работал заведующим Черниговского областного краеведческого музея. Являлся членом Черниговского научного общества. На Черниговском окружном съезде безверников отказался подписать обращение о закрытии храмов и уничтожении храмов, сказав, что он, как музейный работник и член окружной комиссии охраны памятников культуры обязан выступить в защиту памятников старины. В 1931 году Вайнштейна уволили, обвинив в антисоветской деятельности.
В 1927 году представил свои работы на Первой всеукраинской выставке Ассоциации революционного искусства Украины в Харькове.
В 1929—1933 годах — директор реставрационных мастерских в Киево-Печерской Лавре, член секции научных работников.
С 1933 года жил в Москве. В 1934—1939 годах работал в Центральном антирелигиозном музее, для экспозиции которого создавал картины (например, «Сожжение музыкальных инструментов при дворе Алексея Михайловича»).
В 1939—1949 годах преподавал в классе живописи и рисунка в Московском областном художественном педагогическом училище изобразительных искусств памяти восстания 1905 года, а с 1949 по 1952 год — в МСХШ. 
В эти годы он много пишет, а также вступает в Московский союз художников. Писал в основном портреты (жены — 1943, дочери — 1945, студента-бойца Васи Смирнова — 1946, студентов МХУ — 1940-е) и пейзажи («Ранней весной» — 1945, «Озеро Сенеж» — 1947, «Зимний пейзаж. Москва» — 1951). Автор картины «Новый хлеб» (1952).
В 1948 году исключён из членов МОССХа. В 1949 году Вайнштейн обвинён в космополитизме и исключён из состава преподавателей училища памяти 1905 года.
С 1949 года работал дома, выполнил серию рисунков-акварелей по мотивам произведений Н. В. Гоголя, А. П. Чехова, А. С. Пушкина, М. Е. Салтыкова-Щедрина, Шолом-Алейхема.
В августе 1952 года погиб под колёсами поезда на станции Кратово.
Некоторые работы художника находятся в собраниях музеев России. Личное дело Вайнштейна из «Всекохудожника» и несколько писем, адресованных художнику Александру Осьмёркину — в РГАЛИ.

## Выставки
- В 1946, 1957 и в 1960 году работы Марка Вайнштейна участвуют в выставке работ художников-педагогов училища Памяти 1905 года[15][16].
- В 1992 году в Центральном Доме литераторов состоялась персональная выставка работ Марка Вайнштейна.
- В 2021 году работы Марка Вайнштейна были представлены на выставке «Блуждающие звезды: советское еврейство в довоенном искусстве» в галерее на Шаболовке[10][17].

## Семья
- Отец Авнер Вайнштейн (? — 1923) — переплётчик. Мать — Миля Вайнштейн (? — 1918) — белошвейка.
- Средний брат Давид Григорьевич Вайнштейн, скрипач и артист, умер в 1947 году от туберкулёза, его сын Авенир Давыдович Вайнштейн[источник не указан 162 дня] (1934—2018)[18] известный белорусский журналист, джазмен и композитор, создатель музыкальных коллективов «Avenir’s band» и «В Jazze только дедушки»[19].
- Младший брат Абрам Григорьевич Вайнштейн, сын которого Альберт Абрамович Вайнштейн (1932—2010) стал советским российским писателем-фантастом, журналистом и популяризатором науки[20].